# Pandora (satellite)
Pour les articles homonymes, voir Pandora.
Pandora est une mission spatiale de la NASA dont l'objectif est d'étudier l'atmosphère des exoplanètes en tentant de séparer les variations de luminosité dues à l'activité de l'étoile hébergeant l'exoplanète (taches solaires) de celles caractérisant  l'atmosphère de l'exoplanète. Pandora utilise un télescope de 45 centimètres d'ouverture pour effectuer des observations à la fois photométriques et spectrométriques en lumière visible et en proche infrarouge d'une sélection d'exoplanètes déjà connues en utilisant la méthode du transit. Pandora est une mission à faible cout de type SmallSat (moins de 20 millions US$) faisant partie du programme Pioneers géré par le Centre de vol spatial Goddard. La mission a été sélectionnée en 2021. Les principaux contributeurs sont, outre le centre Goddard, le Laboratoire national Lawrence Livermore qui fournit l'instrumentation et Blue Canyon Technologies qui développe la plateforme. Pandora est lancée le 15 mars 2025 par une fusée Falcon 9 et placée sur une orbite héliosynchrone. La mission primaire a une durée d'un an.

## Contexte
L'utilisation des données fournies par la spectroscopie est une méthode éprouvée pour déterminer les caractéristiques de l'atmosphère des exoplanètes. Ce type d'investigation figure d'ailleurs parmi les principaux objectifs du télescope spatial James Webb. Les études de l'atmosphère d'exoplanètes de plus en plus petites, dont les plus accessibles sont en orbite autour d'étoiles actives, vont se multiplier. Aussi devient-il d'autant plus important de comprendre les effets de la variabilité de luminosité des étoiles (facula plus lumineuse, tache solaire plus sombre) sur les mesures spectroscopiques. Pandora est une mission conçue pour permettre de distinguer, lors d'observations effectuées par la méthode du transit, entre les signaux issus de l'étoile et ceux produits par l'exoplanète. En observant 20 exoplanètes et leurs étoiles à la fois en lumière visible (dans ces longueurs d'onde les variations de luminosité de l'étoile l'emportent) et en proche infrarouge (les variations des raies correspondant à la présence de molécules d'eau l'emportent) les données recueillies devraient permettre d'identifier la présence des atmosphères dominées par l'hydrogène ou l'eau ainsi que les présence de nuages et de brouillards.

## Programme Pioneers
Pandora est une mission spatiale de type Pioneers de la NASA. Ce programme a été créé en 2020 pour financer des missions d'astrophysique à cout réduit (moins de 20 millions US$) donnant l'opportunité à des chercheurs en début ou en milieu de carrière de développer des concepts originaux. Ce cout réduit est rendu possible d'une part par la multiplication des mini-satellites (internet, observation de la Terre) qui ont contribué à l'apparition de plateformes (bus) prêtes à l'emploi et peu couteuses et d'autre part par la décision d'utiliser pour ce programme des instruments/télescopes développés par d'autres agences (au lieu de développer des instruments ad hoc).   

## Historique

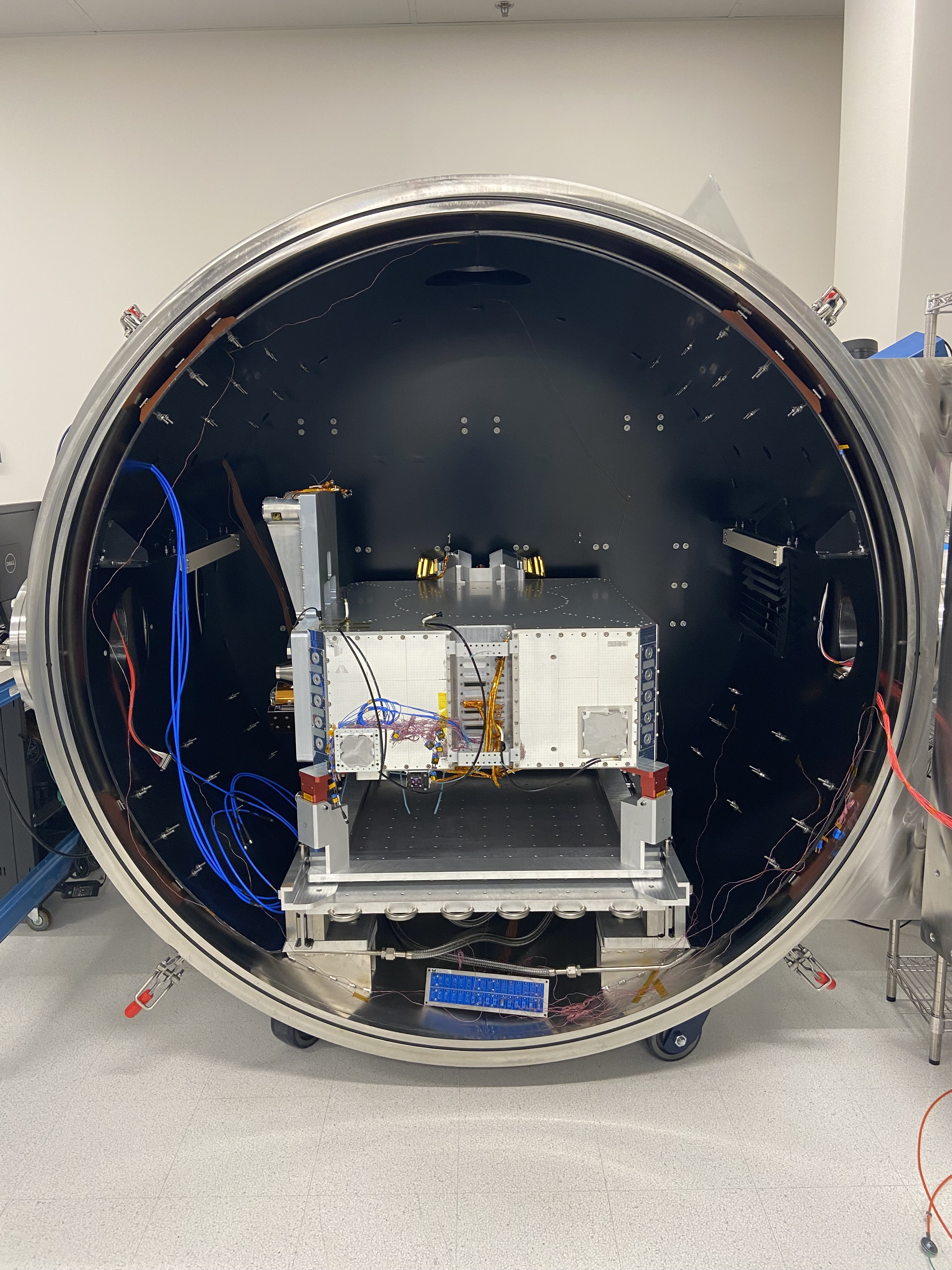
Test thermique de la plateforme de Pandora dans une chambre à vide.

Pandora est une des quatre missions sélectionnées en 2020 dans le cadre du nouveau programme Pioneers. Les trois autres missions sont Aspera, un télescope observant dans l'ultraviolet dans le but d'étudier l'évolution des galaxies, StarBurst un observatoire gamma dédié à la détection des étoiles à neutrons et PUEO, une expérience embarquée sous ballon stratosphérique dans le but de détecter les neutrinos à très haute énergie. La mission Pandora est proposée par le Dr Elisa Quintana du Centre de vol spatial Goddard. Cet établissement fournit les détecteurs infrarouge et lumière visible. Le Laboratoire national Lawrence Livermore fournit le télescope de la série des CODA produit par la société Corning ainsi que l'électronique de lecture et le système de contrôle thermique tandis que la société Blue Canyon Technologies délivre la plateforme. Blue Canyon réalise également les tests d'intégration et de simulation dans le vide,..
La revue de conception critique  du projet est passée avec succès en octobre 2023 et à compter de cette date débute la phase de fabrication. Les tests environnementaux commencent en février 2025. Dans le cadre de son programme de lancement à bas cout Ventura la NASA sélectionne en février 2025 la société SpaceX pour le lancement de son satellite Pandora qui devrait intervenir à l'automne 2025,.

## Objectifs
Les objectifs de la mission sont : 

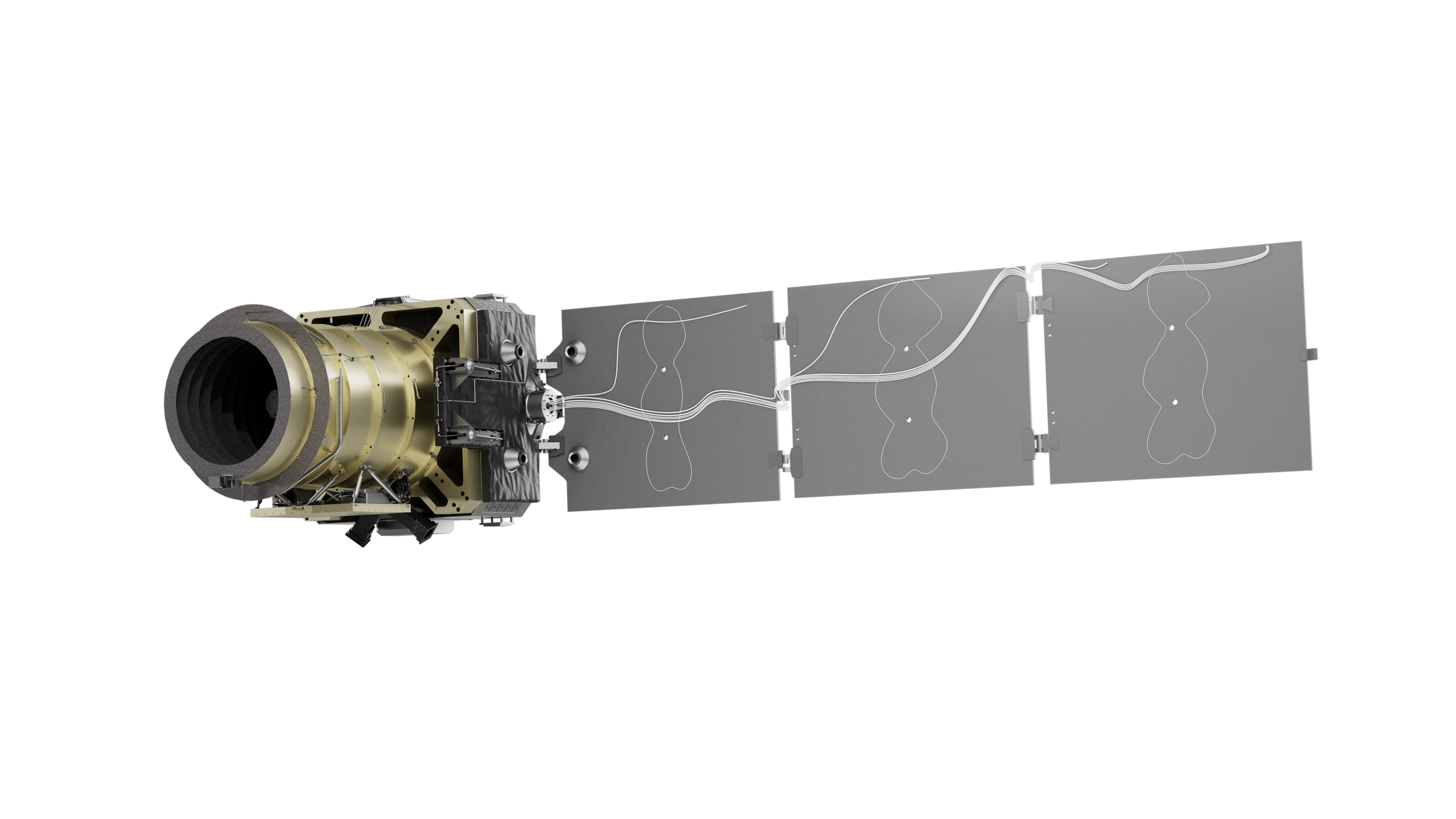
Vue d'artiste de Pandora.

- Déterminer les taches solaires et les faculae  d'étoiles hébergeant des exoplanètes de petite taille et l'impact de ces régions actives de l'étoile sur les spectres réalisés lors de l'observation des exoplanètes.
- Identifier les exoplanètes ayant des atmosphères dominées par l'hydrogène ou l'eau ainsi que celles ayant une couverture nuageuse ou brumeuse.

20 étoiles seront observées de type K intermédiaire à M supérieure. Celles-ci hébergeant des planètes allant de la taille de la Terre à celle du Jupiter qui orbitent en environ 25 jours autour de leur étoile.

## Caractéristiques techniques
Pandora comprend un télescope de type Cassegrain entièrement en aluminium (sans optique en verre) doté d'une ouverture de 45 centimètres. Le pointage du télescope a une précision supérieure à 3 secondes d'arc sur une période de 60 secondes. Le détecteur infrarouge est maintenu par un cryoréfrigérateur à une température de 130 kelvin avec une stabilité de 10 millikelvins. La résolution spectrale du détecteur infrarouge est supérieure à 30.

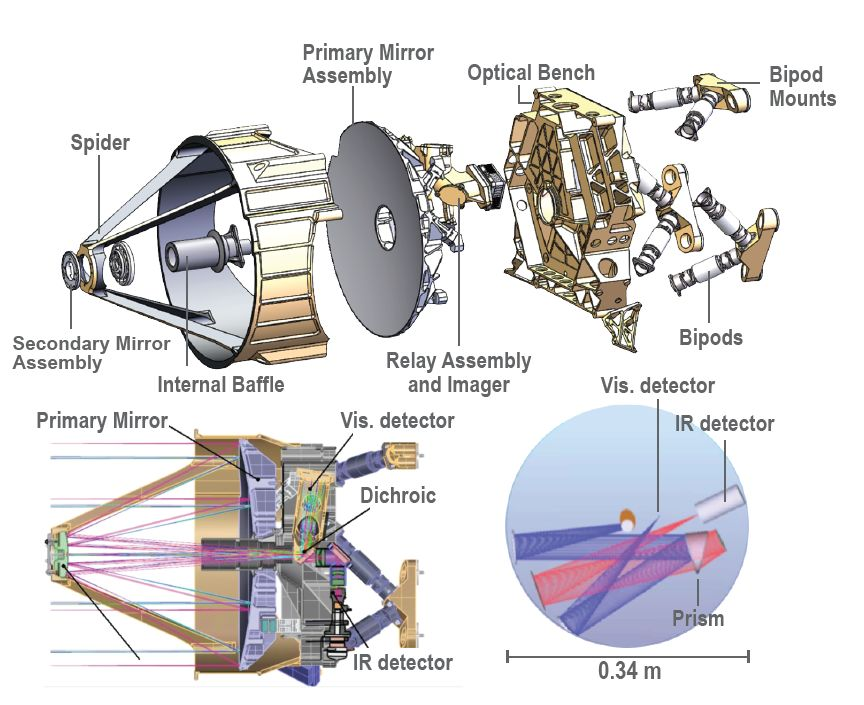
Schéma du télescope.

## Déroulement de la mission
Pandora doit être placé sur une orbite héliosynchrone basse par une fusée Falcon 9 dont elle constituera une charge utile secondaire. Durant sa mission primaire d'une durée de un an, l'observatoire spatial observera à dix reprises vingt exoplanètes déjà connues pendant 24 heures à chaque visite (dont 12 heures d'observation proprement dite),.